# Die Inselärztin: Das Geheimnis
Das Geheimnis ist ein deutscher Fernsehfilm von Peter Stauch aus dem Jahr 2019. Es handelt sich um die dritte Episode der ARD-Reihe Die Inselärztin mit Anja Knauer als Ärztin Filipa Wagner in der Titelrolle. Die deutsche Erstausstrahlung erfolgte am 4. Januar 2019 auf dem ARD-Sendeplatz „Endlich Freitag im Ersten“.

## Handlung
Filipa genießt ihr neues Leben mit Daniel, Isabelle hat heute ihre Aufnahmeprüfung für die neue Schule. Direktor Kulovits ärgert sich immer noch darüber, dass Mike nicht zu seiner Funktion als Mehrheitseigner des Hotels stehen will. Filipa behandelt gerade eine Patientin, als sie einen Notruf erhält. Vor dem Hotel ist ein Verkehrsunfall passiert, der Hotelgast Robert und sein Sohn Oliver hatten eine Kollision mit dem Wagen von Emi, in dem auch ihre Nachbarin Tania saß. Sie ist schwer verletzt und muss sofort ins Krankenhaus. Beide Parteien behaupten, der andere sei schuld gewesen. Sohn Oliver ist im Krankenhaus schwindlig, doch der behandelnde Arzt kann nichts feststellen. Filipa fällt an der Hand von Tania eine seltsame Rötung auf, Daniel meint, es könne vom Unfall stammen, da sie sich die Hand gestaucht hat. Kurz darauf wird sie ohnmächtig, Filipa vermutet eine Nekrose, falls die Rötung doch nicht vom Unfall stammt. Da das Anlegen einer Kultur zu lange dauert macht sie sich auf Spurensuche am Arbeitsplatz von Tania im Jachthafen. Währenddessen durchsucht Emi die Wohnung von ihrer Nachbarin. Filipa findet in der Dusche des Bootes Schimmelspuren und nimmt eine Probe. Sie spritzen ihr ein Mittel gegen die Infektion.
Isabelle hat die Aufnahmeprüfung nicht bestanden, Filipa wundert sich darüber. Sie und Daniel vermuten, dass sie den Test absichtlich vermasselt hat, weil sie ihre beste Freundin nicht verlieren will, wenn sie die Schule wechselt. Filipa macht einen Deal mit ihr, damit sie die Nachprüfung besteht. Tanias Tochter bekommt bei einem Gespräch ihrer Mutter mit Emi mit, dass sie Angst hat ihren Job zu verlieren, wenn sie am nächsten Tag nicht zur Arbeit geht. Emi versucht bei Kulovits eine Stelle für Tania zu besorgen, er will aber nicht. Mike mischt sich ein, sein Vater lässt ihn auflaufen. Mike und Emi bringen Deesha nach Hause, doch kurze Zeit später schleicht sie sich wieder weg, um die Arbeit ihrer Mutter auf der Jacht zu erledigen.
Bei einem Streit zwischen Robert und Oliver stellt sich heraus, dass Oliver den Unfall verursacht hat und er sich nun Vorwürfe macht. Sein Vater will aber nicht, dass er etwas sagt, da die Versicherung sonst nicht zahlt. Tania will aus dem Spital verschwinden, weil sie ihre Arbeit braucht, Sarah kann sie davon abhalten. Oliver hat Gesprächsbedarf und unterhält sich im Hotel mit Filipa. Er erzählt ihr, dass er 20 Kilo abgenommen hat, Filipa sieht zufällig, dass er leichte Verfärbungen an den Fingernägeln hat. Auch am nächsten Tag geht Deesha nicht in die Schule, sondern Putzen, obwohl Emi sie noch auf den Bus gebracht hat. Robert und Oliver machen einen Tauchausflug, unter Wasser wird der Sohn bewusstlos.
Filipa erhält überraschend Besuch von ihrer Schwiegermutter Martina. Sie beklagt sich darüber, dass sie niemanden hatte, mit dem sie über den Tod ihres Sohnes Lukas sprechen konnte. Filipa will ihr aber nichts sagen, außer dass sie nichts falsch gemacht hat. Oliver wird in die Praxis eingeliefert, sie untersucht ihn. Mike trifft sich mit Emi zum Lunch, er muss ihr etwas Wichtiges sagen. Emi erwartet etwas komplett anderes, als dass er mit ihr übers Hotel sprechen will. Deshalb läuft sie davon. Mike wird klar, dass er einen Fehler gemacht hat. Filipa vermutet, dass Oliver unter Mangelernährung leidet, sein Vater will das nicht glauben. Als sie ihn fragt, ob er Diätpillen nimmt, läuft er davon.
Im Hotel findet ein Teammeeting statt, Direktor Kulovits weiß von nichts. Mike outet sich endlich, dass er der Mehrheitseigner des Hotels ist. Er gibt bekannt, dass er die Führung des Hotels ab sofort übernimmt. Emi ist schwer enttäuscht, weil sie sich hintergangen fühlt. Sarah hat die Blutprobe von Oliver untersucht und bestätigt ihre Diagnose. Daniel braucht Filipa dringend im Krankenhaus, da es Tania plötzlich schlechter geht. Dank einer Notoperation finden sie eine neue Blutung, die vorher nicht da war. Sie hoffen, dass Tania durchhält, bis die Ergebnisse der Blutkulturen vorliegen. Robert spricht endlich mit seinem Sohn und stellt fest, dass er eigentlich nichts über ihn weiß.
Mike hat seinem Vater sein neues Konzept vorgelegt, mit dem er überhaupt nicht einverstanden ist. Er tritt deshalb sofort zurück. Filipa spricht endlich mit Martina und gibt zu, dass sie Schuld am Tod von Lukas ist. Martina widerspricht ihr, aber Filipa erklärt ihr, dass sie wegen Überarbeitung die Zeichen falsch gedeutet hat. Als er dann mit einem geplatzten Aneurysma im Krankenhaus eingeliefert wurde, war es bereits zu spät. Martina weist aber alle Schuld von ihr zurück. Mike sucht seinen Vater, findet aber nur eine leere Wohnung vor.
Sarah hat endlich die Resultate der Blutkultur von Tania, es sind Streptokokken. Während Deesha wieder die Jacht putzt, bricht sie zusammen. Filipa vermutet den Hund der Jachtbesitzer als Übertragungsquelle. Sie fährt sofort mit einer Kollegin des Veterinäramtes hin. Dort will von den Besitzern wissen, ob sonst noch jemand Kontakt zum Hund hatte, er sagt zunächst nein, seine Frau gesteht dann, dass Deesha an Bord ist. Filipa findet sie und bringt sie sofort ins Krankenhaus, wo ihr geholfen wird. Auf Daniel wartet im Krankenhaus ein Kollege von ihm aus Madagaskar. Er stellt sich als Dr. Mantler vor und erzählt ihm von einer Patientin mit retrograder Amnesie, deren Identität erst jetzt geklärt werden konnte. Es soll sich um die totgeglaubte Frau von Daniel handeln. Er hat sie gleich mitgebracht und nun stehen sich die beiden gegenüber.

## Hintergrund
Das Geheimnis wurde unter dem Arbeitstitel Geheimnisse zusammen mit der vierten Episode Die Entscheidung vom 22. Mai bis zum 18. Juli 2018 auf Mauritius gedreht. Produziert wurde der Film von der Tivoli Film in Zusammenarbeit mit der Two Oceans Production.

## Rezeption

### Einschaltquote
Die Erstausstrahlung in der ARD am 4. Januar 2019 sahen 4,13 Millionen Zuschauer, was einem Marktanteil von 13,6 % ergab.

### Kritik
Die Kritiker der Fernsehzeitschrift TV Spielfilm vergaben aus fünf Kategorien für die Spannung einen von drei möglichen Punkten, während alle anderen Kategorien keine Punkte erhielten. Das Fazit lautete: „Seifenoperdramen im Urlaubsparadies“.
Tilmann P. Gangloff von tittelbach.tv meinte dazu: „Im Vordergrund medizinische Dramen, im Hintergrund eine typische „Traumschiff“-Kulisse, dazu eine ordentliche Prise Romantik: Es ist nicht schwer, die Mauritius-Reihe „Die Inselärztin“ als Arztfilme mit exotischem Flair abzutun.“ und „Man kann sie aber auch als gelungenen Versuch betrachten, populäre Geschichten mit einem gewissen Anspruch zu erzählen.“ sowie „Natürlich erfüllen beide Teile die Erwartungen und geizen nicht mit typischen Fernwehfernseh-Bildern, aber die Kameraarbeit ist sorgfältig und stellenweise aufwändig; die Schauspieler sind ausnahmslos vorzüglich.“